# FK Aşgabat
Aşgabat Football Club is een Turkmeense voetbalclub uit Ashgabat. Het team komt uit in de hoogste divisie in Turmenistan, de Ýokary Liga en speelt in het Olympisch Stadion. De club werd opgericht in 2006 en werd in 2007 voor het eerst kampioen. In datzelfde jaar veroverde de club de Super Cup. Ook in 2008 werd de club nationaal kampioen.

## Prijzen
Ýokary Liga (2)2007, 2008
Turkmeense Super Cup (1)2007